# U-Bahnhof Seestraße

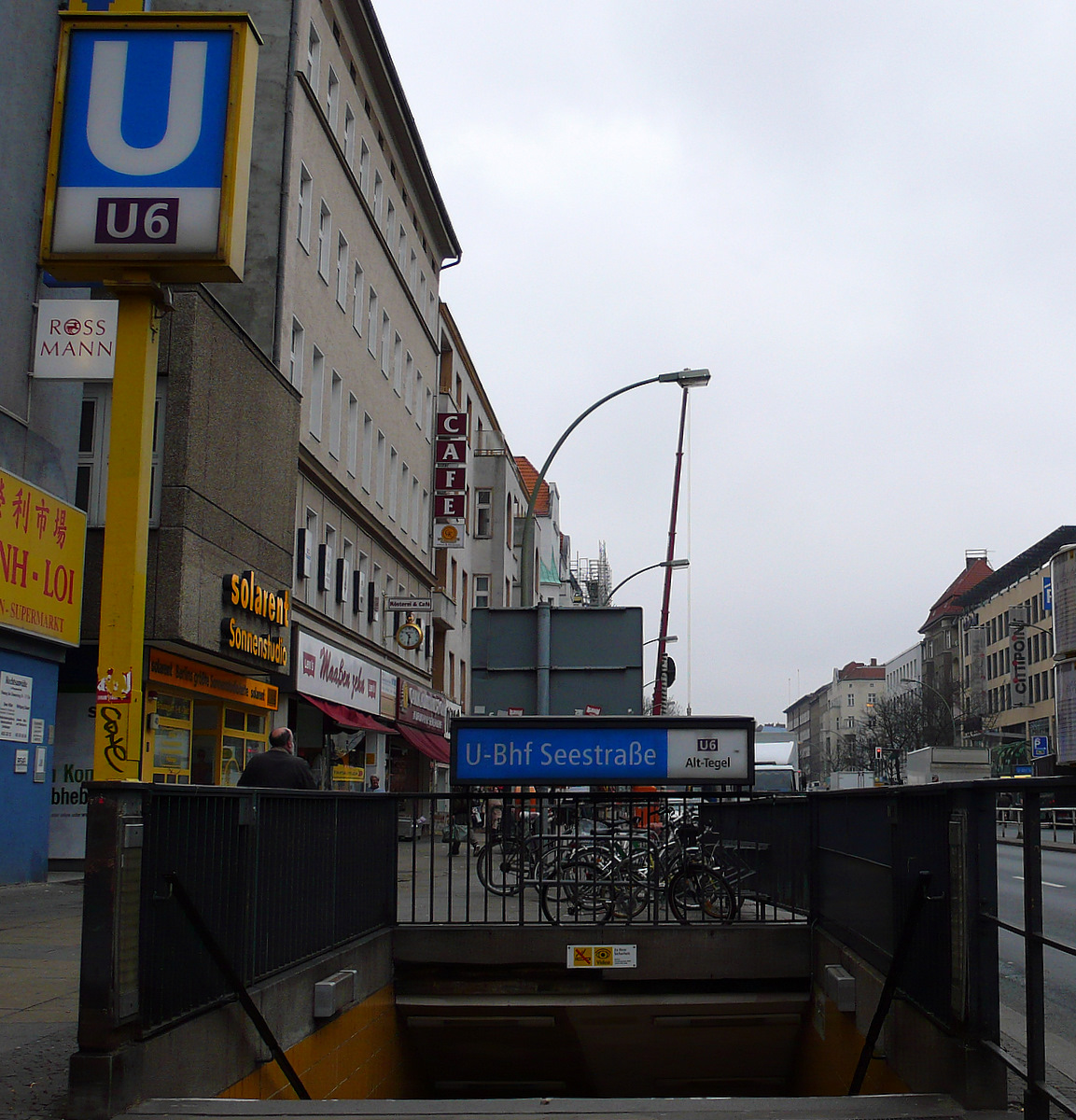
Bahnhofseingang in der Müllerstraße

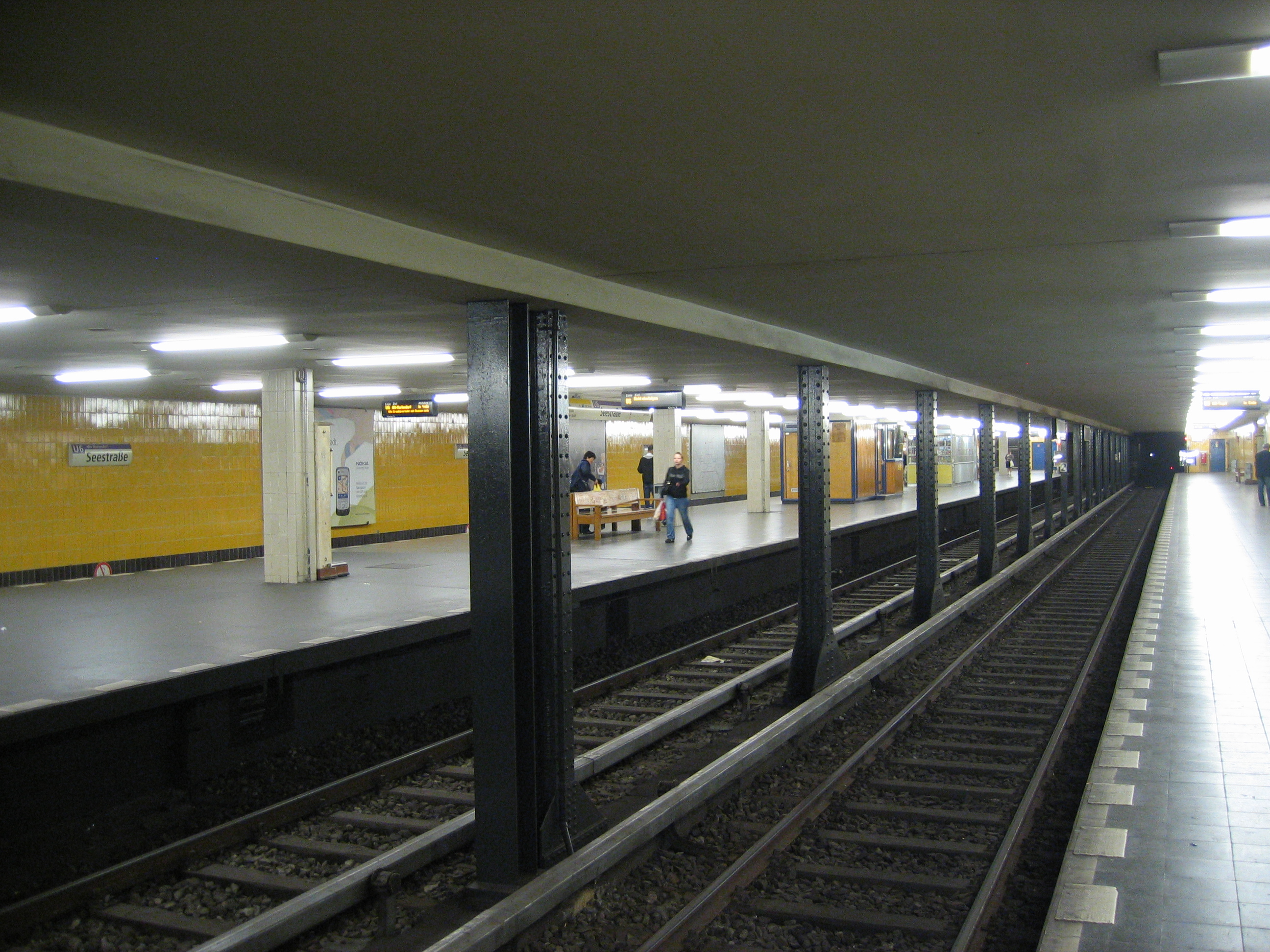
Mittelbahnsteig I (links) und Seitenbahnsteig II, Blickrichtung Norden

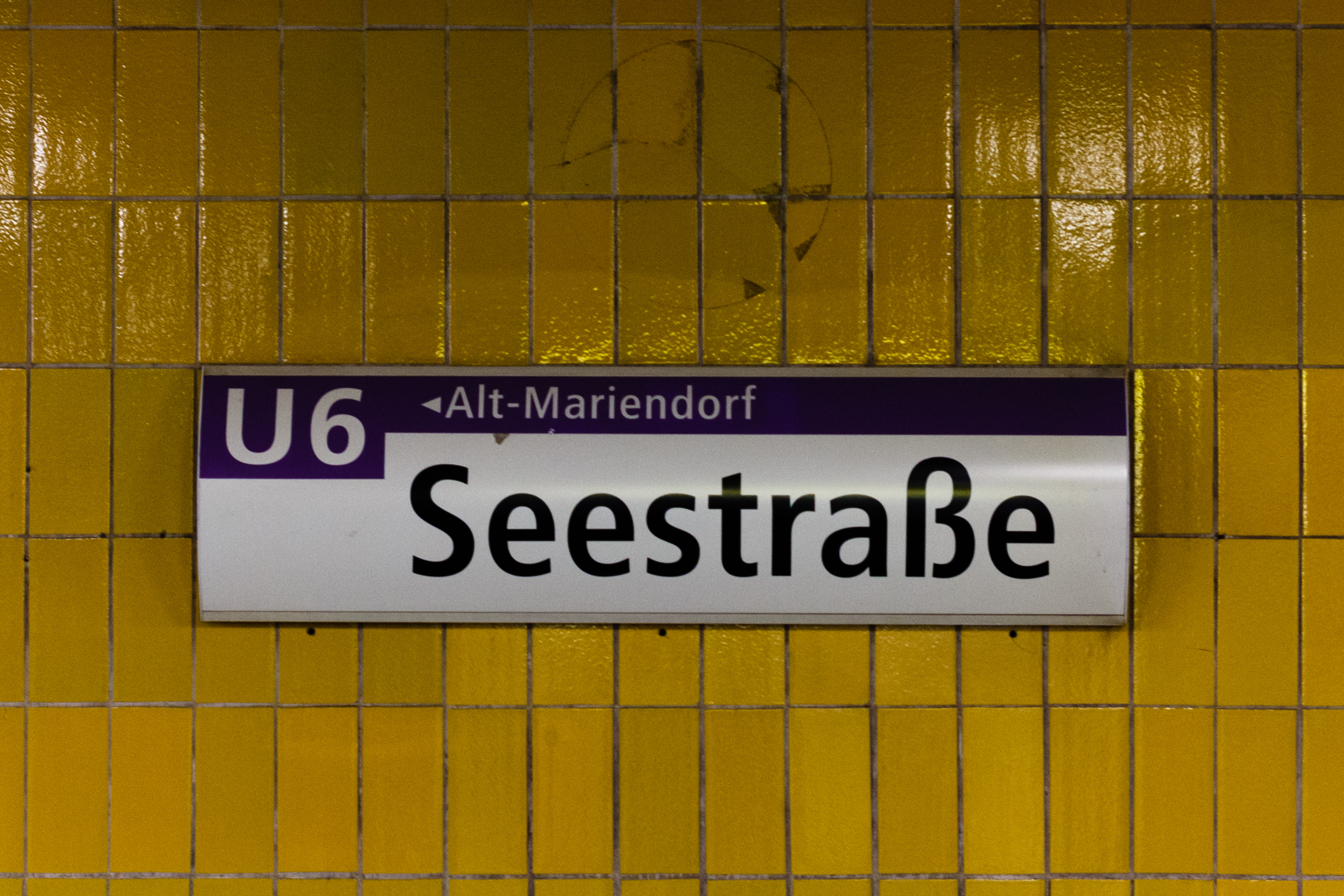
Bahnhofsschild an der Wand hinter Gleis 4

Der U-Bahnhof Seestraße ist eine Station der Linie U6 der Berliner U-Bahn an der Kreuzung Seestraße / Müllerstraße im Berliner Ortsteil Wedding (Bezirk Mitte).

## Geschichte und Beschreibung
Die sogenannte Nord-Süd-Bahn sollte, so die ab 1902 verfolgten Planungen, unter der Friedrich- und der Chausseestraße verlaufen. Im Norden war als Endpunkt die Ecke Müller-/Seestraße vorgesehen. Im Süden sollte die Strecke über das Hallesche Tor hinaus zur Ecke Belle-Alliance-Straße/Gneisenaustraße reichen.
Im Dezember 1912 wurde mit dem Bau der ersten Abschnitte begonnen, und es schien möglich, die gesamte Strecke 1917/1918 zu eröffnen. Der Erste Weltkrieg verhinderte das. Nach dem Krieg waren einige Bahnhöfe und Tunnels schon weitgehend fertiggestellt – darunter der Bahnhof Seestraße – andere fehlten allerdings. 1921 begannen erneute Bauarbeiten. Am 8. März 1923 konnte schließlich der Streckenabschnitt bis zum U-Bahnhof Seestraße in Betrieb genommen werden. Er trug von 1928 bis 1966 die Bezeichnung Linie C.
Der U-Bahnhof Seestraße war zunächst Endhaltestelle, er erhielt vier Gleise an zwei Mittelbahnsteigen. Für den durchgehenden Betrieb in Richtung U-Bahnhof Kurt-Schumacher-Platz (damaliger Planungsname: U-Bahnhof Scharnweberstraße oder Reinickendorf-West) waren die jeweils westlichen Gleise 2 und 4 vorgesehen. Die östlichen Gleise 1 und 3 sollten den Zügen zur und von der Betriebswerkstatt dienen, die oberirdisch angelegt worden war. Um bei einem Weiterbau der Strecke in Richtung Tegel das von der Betriebswerkstatt kommende Gleis kreuzungsfrei unterqueren zu können, wurden die Bahnsteige in der Längsrichtung um ca. 50 m gegeneinander versetzt. Sie wurden in einfacher Tiefenlage (4,4 m Tiefe) errichtet, waren jeweils 81 m lang und 7 m breit. Tatsächlich wurden nur der Bahnsteig II und die an ihm liegenden beiden östlichen Gleise 1 und 2 für den öffentlichen Verkehr genutzt. Diese Gleise dienten in ihrer Verlängerung der Betriebswerkstatt als Zufahrt (Gleis 1) und Ausfahrt (Gleis 2), dazwischen wurde eine zweigleisige Kehr- und Aufstellanlage angelegt.
Die beiden westlichen Gleise 3 und 4 erhielten keine Stromschienen. Sie waren über eine Handweiche an das Streckengleis in Richtung Mitte angeschlossen und dienten vermutlich der Bahnmeisterei. Durch eine Längsmauer wurden sie und der Bahnsteig I vom öffentlichen Teil getrennt, wodurch den Fahrgästen das eigentliche Ausmaß der Station verborgen blieb. Erst im Zuge einer nördlichen Verlängerung der Strecke sollte dieser Bereich im Fahrgastverkehr genutzt werden. Angedacht war ein Zugwechselbetrieb, bei dem aus Richtung Tegel kommende Kurzzüge im U-Bahnhof Seestraße enden und dort längere Züge beginnen sollten. Die Fahrgäste hätten quer über die Bahnsteige den Anschlusszug erreicht. Ein solches Verfahren wurde bereits am U-Bahnhof Fehrbelliner Platz praktiziert, wobei sich das Wechseln der Züge an nur einem Bahnsteig als betrieblich ungünstig herausgestellt hatte.
Entworfen wurde die Station von Heinrich Jennen, der 1920 verstarb. Alfred Grenander und Alfred Fehse übernahmen die weitere Ausgestaltung. Die verputzten Wände wurden weiß und gelb gestrichen, und auch die Bahnsteigaufbauten und Pfeiler waren gelb. An beiden Enden des Bahnsteigs II gab es Zugangstreppen, der Bahnsteig I hatte zunächst keine Ausgänge. Im Zweiten Weltkrieg wurden die Gleise 3 und 4 entfernt, der Bahnsteig I und seine Diensträume dienten fortan als Luftschutzräume. Zu diesem Zweck wurden Zugänge von der Straßenebene gebaut.
Ab 1929 wurden Bauarbeiten für eine Verlängerung der Linie vorbereitet, diese dann allerdings aus Geldmangel kurzfristig wieder eingestellt. Erst 1953 wurde die Verlängerung der Linie nach Tegel wieder aufgenommen. In diesem Zusammenhang wurde ab 1955 der Bahnhof Seestraße komplett umgebaut.
Im Oktober 1955 wurde die Trennmauer zwischen den Bahnsteigen entfernt und der westliche Bahnsteig I nach dem Einbau von Treppen öffentlich zugänglich gemacht. Von den vier Gleisen wurden die beiden äußeren abgebaut und der Verkehr über die zwei mittleren Gleise abgewickelt. Der Gleistrog des Gleises 1 wurde verfüllt und dem Bahnsteig II zugeschlagen. Etwa 1959 wurde das westlichste Gleis 4 wieder aufgebaut und seitdem der Verkehr in Richtung Leopoldplatz darüber abgewickelt. Die Bahnsteige wurden im Rahmen des Umbaus auf 110 m (Bahnsteig I) bzw. 107 m (Bahnsteig II) verlängert, wobei der Bahnsteig I nach Süden erweitert, der Bahnsteig II nach Norden hin verschoben wurde. Die Wände des U-Bahnhofs wurden mit senkrecht verlaufenden gelben Fliesen verkleidet und die Decken abgehängt.
Der U-Bahnhof Seestraße war ursprünglich als Umsteigebahnhof für die Strecke zum Bahnhof Zoologischer Garten geplant. Dafür waren die Flächen südlich des Rathauses Wedding (auf der sich der heutige Rathaus-Erweiterungsbau befindet) und nordöstlich des Augustenburger Platzes, einer Fläche, auf der heute die Erweiterungsbauten der Beuth-Hochschule stehen, zur Bau-Sperrfläche erklärt. Infolge des verkehrspolitisch aber inzwischen wieder korrigierten beschlossenen Abbaus der Straßenbahnlinie 3 in der Seestraße wurde stattdessen der U-Bahnhof Leopoldplatz zum Umsteigebahnhof umgebaut.
Bis 2023 sollte der U-Bahnhof barrierefrei ausgebaut und instand gesetzt werden. Der stadtauswärtige Bahnsteig II erhielt im Zuge der Arbeiten einen zweiten Ausgang zur Amsterdamer Straße am südlichen Ende. Da die Bahnsteige zeitlich voneinander getrennt saniert werden, hielten während der Bauarbeiten am Bahnsteig II daher zunächst sämtliche Züge am Bahnsteig I. Hierzu wurde nördlich des U-Bahnhofs eine Gleisverbindung hergestellt und die signaltechnischen Anlagen an die veränderte Situation angepasst. Am 2. August 2023 ging der Aufzug am Bahnsteig II in Betrieb, rund 1,8 Millionen Euro wurden hierfür investiert. Die Bauarbeiten am stadteinwärtigen Bahnsteig I begannen am 13. Januar 2025 und werden voraussichtlich 2026 beendet werden.

## Anbindung
| Linie | Verlauf |
| ----- | --- |
|       | Alt-Tegel – Borsigwerke – Holzhauser Straße – Otisstraße – Scharnweberstraße – Kurt-Schumacher-Platz – Afrikanische Straße – Rehberge – Seestraße – Leopoldplatz – Wedding – Reinickendorfer Straße – Schwartzkopffstraße – Naturkundemuseum – Oranienburger Tor – Friedrichstraße – Unter den Linden – Stadtmitte – Kochstraße – Hallesches Tor – Mehringdamm – Platz der Luftbrücke – Paradestraße – Tempelhof – Alt-Tempelhof – Kaiserin-Augusta-Straße – Ullsteinstraße – Westphalweg – Alt-Mariendorf |

Am U-Bahnhof bestehen Umsteigemöglichkeiten von der Linie U6 zu den Omnibuslinien 106 und 120 sowie zu den Straßenbahnlinien M13 und 50 der BVG.